# Zdeněk Mucha
Zdeněk Mucha (7. dubna 1946 Michálkovice – 26. června 2021 Čerčany) byl český herec.

## Život
Zdeněk Mucha se narodil v roce 1946 v Michálkovicích. V roce 1968 vystudoval činoherní herectví na Janáčkově akademii múzických umění v Brně. V letech 1968–1985 působil v Divadle Vítězslava Nezvala v Karlových Varech, od roku 1987 poté v plzeňském Divadle Josefa Kajetána Tyla, kde se často objevoval v komediích, fraškách (např. Poprask na laguně) či tragikomediích (např. Zmoudření dona Quijota).
Mucha si také zahrál ve válečných filmech Dny zrady a Drsná Planina, dále ztvárnil roli četníka ve filmu Balada pro banditu či hospodského v Obecné škole. Objevil se rovněž v Discopříběhu 2 a seriálech 30 případů majora Zemana, Ordinace v růžové zahradě 2 a Specialisté.
Zemřel dne 26. června 2021 v Čerčanech v Hospici Dobrého Pastýře.